# Bon Iver
Bon Iver (/boʊn ɪˈvɛər/ bohn-ee-VAIR) là một ban nhạc indie folk người Mỹ thành lập vào năm 2007 bởi ca sĩ-nhạc sĩ Justin Vernon. Vernon phát hành album đầu tay của Bon Iver, For Emma, Forever Ago được sản xuất độc lập vào tháng 7 năm 2007. Phần lớn album được thu âm khi Vernon dành ba tháng trong một cabin tại đông bắc Wisconsin. Bon Iver thắng giải Grammy 2012 cho Nghệ sĩ mới xuất sắc nhất và Album Alternative xuất sắc nhất cho album Bon Iver, Bon Iver. Tên "Bon Iver" xuất phát từ cụm từ tiếng Pháp bon hiver (phát âm tiếng Pháp: [bɔn‿ivɛːʁ]), nghĩa là "mùa đông đẹp", lấy từ một câu chào trong Northern Exposure.

## Danh sách đĩa nhạc
Album phòng thu
- For Emma, Forever Ago (2007)
- Bon Iver, Bon Iver (2011)
- 22, A Million (2016)
- i,i (2019)
- Sable, Fable (2025)

EP
- Blood Bank (2009)